# Evangelische Christuskirche (Königsborn)

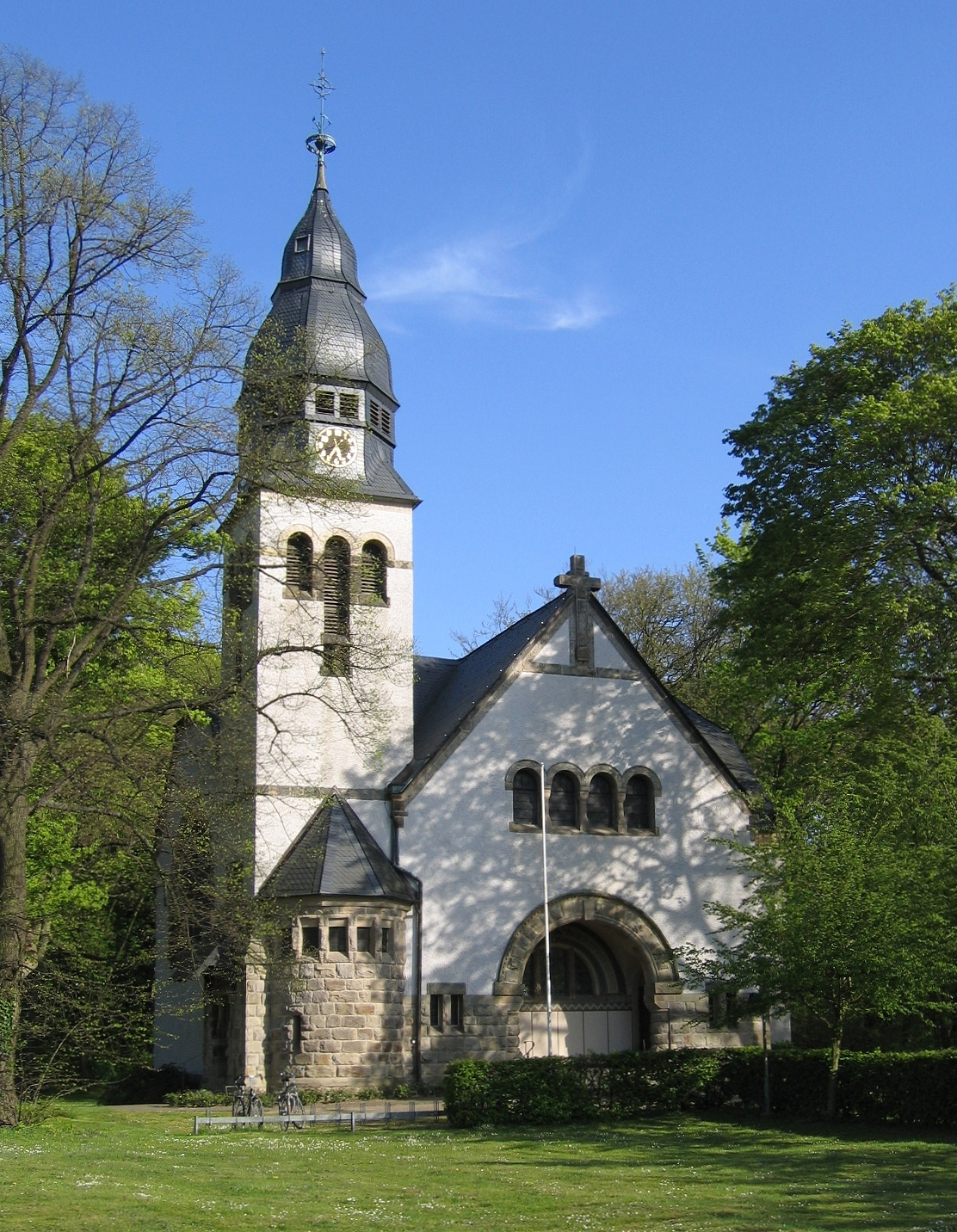
Evangelische Christuskirche in Königsborn

Die evangelische Christuskirche ist ein denkmalgeschütztes Kirchengebäude in Königsborn, einem Stadtteil der Kreisstadt Unna (Nordrhein-Westfalen).

## Geschichte und Architektur
Die kreuzförmige Saalkirche wurde 1904–1905 in neuromanischen, vom Jugendstil beeinflussten Formen nach Entwurf des Architekten Arno Eugen Fritsche errichtet. Der Putzbau steht über einem bossierten Sockel. Der Turm ist asymmetrisch angeordnet. Die Mauern sind durch zum Teil floral verzierten Werkstein gegliedert. Die nahezu geschlossene Ausmalung aus der Bauzeit wurde von 1977 bis 1981 freigelegt. Der Kanzelaltar ist in Jugendstilformen gehalten. Die drei Gussstahlglocken aus der Bauzeit der Kirche wurden 1904 gegossen; sie tragen die Namen Glaube (Ton f′), Liebe (Ton as′) und Hoffnung (Ton ces″).

## Orgel
Die Orgel der Kirche stammt von Detlef Kleuker (Brackwede). Das Instrument hat 16 Register auf zwei Manualen und Pedal; sowohl die Spieltrakturen als auch die Registertrakturen sind mechanisch.
| I Hauptwerk C–g3 |            |    |
| 1.               | Prinzipal  | 8′ |
| 2.               | Spillflöte | 8′ |
| 3.               | Octave     | 4′ |
| 4.               | Gedackt    | 4′ |
| 5.               | Gemshorn   | 2′ |
| 6.               | Mixtur V   |    |

| II Brustwerk C–g3 |              |           |
| 11.               | Gedackt      | 8′        |
| 12.               | Rohrflöte    | 4′        |
| 13.               | Prinzipal    | 2′        |
| 14.               | Quinte       | 1 ⁄3′     |
| 15.               | Hörnlein II  | 1′ + 4⁄5′ |
| 16.               | Rohrschalmei | 8′        |

| Pedal C–f1 |          |     |
| 07.        | Subbass  | 16′ |
| 08.        | Gemshorn | 08′ |
| 09.        | Octave   | 04′ |
| 10.        | Fagott   | 08′ |

- Koppeln:
  - Normalkoppeln: II/I, I/P, II/P